# 歌詩達協和號觸礁事故
歌詩達協和號觸礁事故（英語：Costa Concordia disaster）是指歌詩達協和號於2012年1月13日在意大利海岸沉沒的事件。當時該船有4232名乘客，其中至少有32人死亡，包括27名乘客和5名船员。一名救援人員也在救援过程中受伤身亡。
船長斯凱蒂諾在事故中安全生還。2012年1月15日，意大利當局以涉及疏忽、誤殺和在乘客完全疏散前就弃船等罪名，拘捕船长斯凱蒂諾和大副。船長最終因过失杀人罪被判处16年监禁。

## 乘客情况
在「協和號」觸礁翻覆事故发生兩天后，救援人員才冒險進入船艙搜救，成功救出一對南韓年輕夫婦，這是他們首次乘坐郵輪度蜜月，不幸遇上船難。兩人在受困24小時後逃生。他們當時位於船尾甲板下兩層的303號船艙，幸運的是該部分並未被海水淹沒。儘管被困24小時，兩人獲救時健康狀況良好。另有一名擔任郵輪保安主任的意大利船員安全獲救。然而，當時仍有15人失蹤，生死未卜。菲律賓政府指出，船上有近300名菲律賓籍船員，其中21人受傷。多名來自中國、英國、俄羅斯和西班牙的乘客於2012年1月15日啟程回國。
遇險船隻上載有來自中國大陸、台灣及香港的旅客，船難發生後，所有乘客均已安全獲救。據報，船上至少有29名香港旅客，事故發生後均無大礙。其中兩名旅客已於1月15日啟程返回香港。涉事旅行社永安旅遊表示，有鑒於旅客行程初期即遭遇意外，將全額退還17位團友的團費及當地稅款。此外，該公司指出，大部分團友預計於1月16日下午抵港，並會繼續與船公司商討相關善後事宜。香港入境處表示，截至1月15日下午1時，已接獲21名香港旅客遺失旅行證件的求助，中國駐羅馬大使館正協助他們補辦證件，以便順利返港。
一對香港警察夫婦與親友在逃難過程中經歷了驚險場面。據六人描述，事發時情況一片混亂，船長一度聲稱只是機件故障。六人在甲板上重逢後，決定一同逃生。在從四樓沿繩索滑至二樓時，郵輪已經傾斜接近45度。一艘救援船駛近，他們決定冒險一試，從約兩層樓高的地方跳入救生艇，所幸無人受傷。之後，六人輾轉抵達羅馬，並向中國駐意大利大使館尋求幫助，然而未獲得足夠協助。於是他們在1月15日星期日聯繫《蘋果日報》求助，希望香港政府能夠正視此事並提供援助。
香港旅遊業議會表示，相關郵輪行程將被取消，並呼籲已預訂郵輪行程的旅客儘快與旅行社聯絡。議會指出，郵輪船票的費用可全額退還，但機票的費用需由旅客與旅行社協商解決。議會總幹事董耀中表示，香港約有200名旅客預訂了「協和號」郵輪的行程，計劃在農曆新年前後出發。其中，約140名旅客參加旅行團，另有約60名旅客選擇自由行。
歌詩達協和號船上有一支共11人組成的台灣觀光團，外加兩名自由行旅客，全數平安獲救，並在2012年1月16日順利返台。

## 死亡數字
「協和號」遇難後第4天，當局在1月17日早上調升失蹤人數至29人，入夜後則宣布再發現多5具屍體，令證實死亡人數升至11人。然而救援人員並未放棄搜救，除了派人用繩索攀上水面上的船艙位置檢查，又三度動用少量炸藥，在郵輪的龍骨炸出一個缺口，以便攜帶了微型攝影機的救援蛙人進入，搜尋未探查過之剩餘區域。由於郵輪殘骸在1月18日又移位，搜救行動又再度暫停。蛙人在1月18日繼續在沉船打撈，撈獲11具屍體，當中5具在郵輪餐廳發現，令郵輪餐廳變成水中墳墓。意大利救援人員在1月28日在「協和號」內發現第17名死者遺體，仍有16人失蹤。 2月22日，救援人員在出事海域，再發現8具屍體，包括登船乘客中年紀最小的1名5歲女童，令死亡人數增至25人，仍有7人失蹤。3月22日，救援人員一日內再發現5具屍體，死亡人數增至30人，2人仍然下落不明（已被當局推定死亡，即共32人罹難）。

## 调查
意大利媒體於1月17日披露郵輪「歌詩達協和」號黑盒及船長弗朗切斯科·斯凱蒂諾的手機通訊內容，揭示船長不但沒有及時求救及展開乘客疏散行動，還堅拒應海岸警備隊官員的命令，未返回船上指揮大局，棄船上岸後，更企圖迅速登上的士離開現場。資料顯示，當晚海岸警備隊接獲船上乘客求助，得悉協和號有麻煩，遂馬上主動接觸郵輪駕駛室，但船方僅稱出現停電問題。其後，海岸警備隊至少再次兩度聯絡查問情況，包括詢問是否有人死亡，但船長仍隱瞞事態，堅稱情況仍然受到控制，只需拖船協助，直到觸礁後49分鐘，才無可奈何地表示：「好吧，宣布遇難吧。」再隔24分鐘，他才下令棄船。
00時42分，海岸警備隊一名官員格雷戈里奧·德·法爾科透過電話，向斯凱蒂諾查詢船上尚存多少人時，對方答「40。」德法爾科奇怪一艘大船竟可在短時間內走剩那麼少人，便加以質問，斯凱蒂諾才稱：「我已不在船上，因為我們棄船了。」德法爾科在錄音對話中喝令道：「回到船頭，爬上緊急梯，由你協調疏散。你必須告訴我們船上究竟有多少人，多少個孩童、婦人和乘客，每一類別的確實人數，清不清楚？」面對一再被要求返回船上，船長僅說：「求求你......」但德法爾科厲聲道：「求也沒用，回去船上！」
約1小時後，德法爾科再致電船長，發現他仍沒回船。遂發出最後通牒：「你在幹什麼？你在放棄拯救？船長，這是命令，如今是由我指揮！那兒有屍體！」此時船長問：「有多少具（屍體）？」德法爾科回答：「那應該是由你告訴我的。你在做什麼？你是否要回家去？」有意大利媒體更聲稱，船長上岸後曾截停一部的士，並對司機說：「盡可能載我離這裏愈遠愈好。」他被控誤殺和棄船，提堂後准軟禁在家。
船長斯凱蒂諾在1月18日說自己因郵輪傾斜，剛巧跌倒，才滑下「跌落」救生艇，意大利輿論都以懦夫船長為恥，相反大讚到場營救的海岸警備隊的德法爾科是國家英雄。

## 索償及訴訟
「協和號」擱淺損失不菲，保險業界估計，承保的保險公司將要向船公司歌詩達最多賠付約8億美元，包括船身、船員和旅客人命賠償等。但劫後餘生的旅客未必能够獲得賠償，連因船難造成的額外住宿費用，要索償也很困難，可能最終要自費。在1月17日，已有逾70名協和號乘客參與集體控告船公司歌詩達郵輪，要求歌詩達向每位旅客至少賠償1萬歐元。有美國海事法專家指郵輪旅遊合約訂明，任何訴訟必須在意大利熱那亞提出，因此索償必須在意大利興訟，海外難以受理。
1月27日，「协和号」所属的哥詩達有能宣布，将赔偿「協和号」每一位未在事故中受伤的乘客1.1万欧元，以补偿乘客所丢失行李和所承受的精神损害。此外公司还会把船票钱全额退还给乘客，同时还会支付他们返回原居地的費用。接受赔偿的乘客可在7天内取得賠償，但以后不能对郵輪司提出任何诉讼。而在事故中受伤的乘客，郵輪公司将会另外赔偿。不過，有消費者組織正在美國興訟，要求集體賠償，每人索償 12.5萬歐元。

## 生態災難

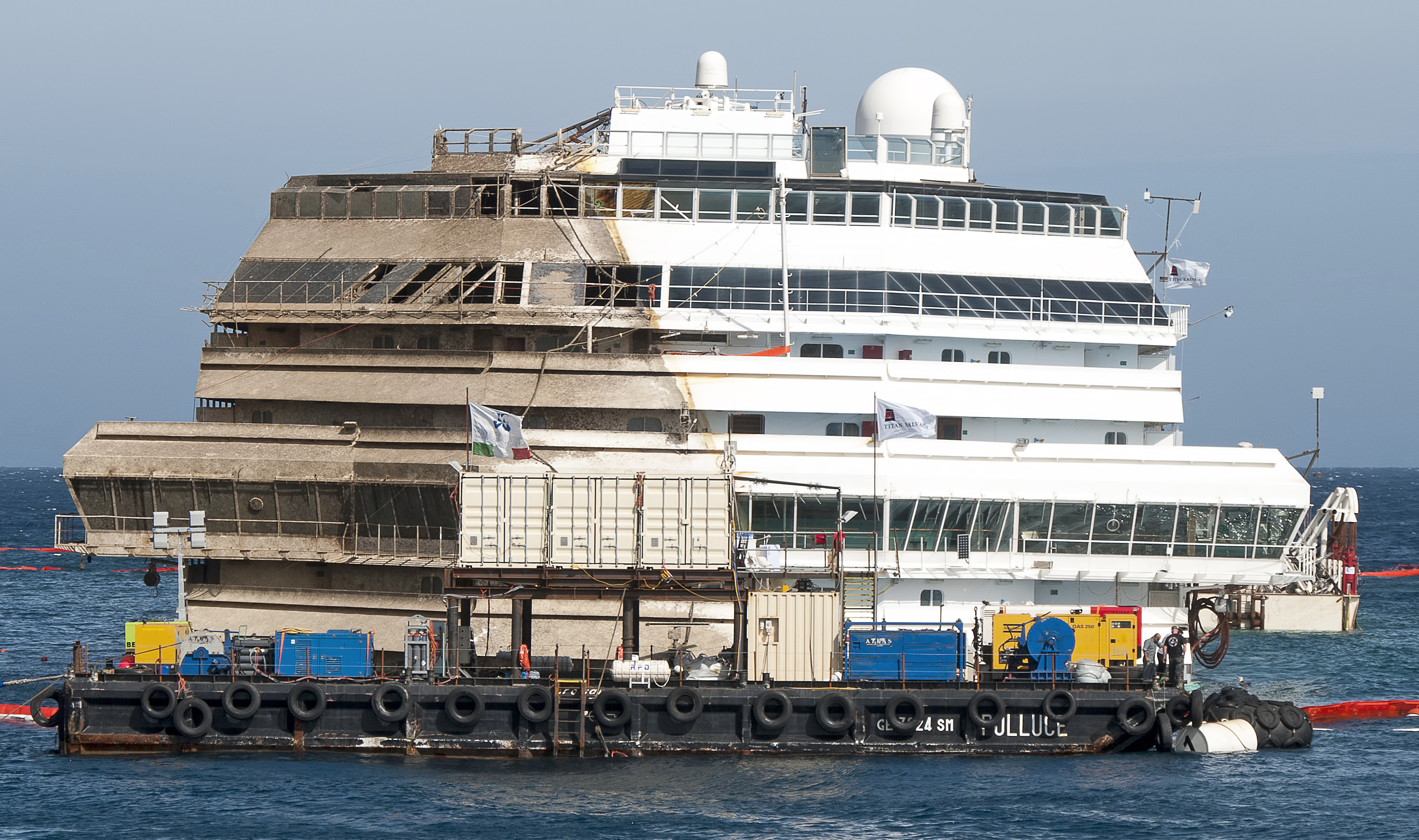

「協和號」擱淺後，1月16日當天風高浪急，令搜索一度叫停，更估計有高達1.8米高巨浪。專家擔心，當天已下沉9厘米、入水最深處離海面約13.72米的殘骸，會不堪巨浪拍打沉沒地中海，甚至斷成數截，屆時不但被困乘客無望生還，裝滿2,300噸柴油的油缸也恐防破損漏油，釀成生態大災難。吉廖島一帶原本海水清澈，是潛水聖地，附近是海豚和鯨魚等的保護區。吉廖島市長說，郵輪已是「一個生態計時炸彈」。意大利環境部長克利尼就指，郵輪用的柴油很重，洩漏後會沉在海床，污染整條海岸線。但搶救工作进度不尽人意，抽油工作最快1月18日才開始，需時兩至四周才完成，情況堪虞。歌詩達郵輪公司，已聘請專門拯救海難的荷蘭斯米特公司（SMIT）研究如何安全運走遺骸，較理想的方案可能會先抽走燃油，然後以氫氣球拉高殘骸將它拖離岸邊，否則不排除將殘骸鋸成數截再運走。

## 殘骸打撈
2012年3月，受雇於泰坦打撈公司（Titan Salvage）的南非籍船難處理專家尼克‧史隆恩（Nick Sloane）開始進行打撈的準備工作。
打撈公司先在協和號露出水面的船側焊上一系列的鋼鐵製浮箱，這些浮箱將在船隻轉正的時候作為配重，轉正之後則作為額外的浮力來源（協和號的船身已破裂，無法提供足夠浮力）。
2013年9月，打撈作業進入最後階段，500位工程師將被岩石卡在海底的龍骨作當作支點，用以液壓設備驅動的36條鋼纜開始翻正船身，翻正的過程中緩慢的往浮箱中注水，利用重力協助船隻翻正。
在花了將近19個小時後，協和號的船身被翻正到正常位置，接下來打撈公司將在另一邊船側也焊上一樣的浮箱，之後協和號將被固定在岸邊，等待風勢強勁的秋冬季結束，2014年7月被打撈出水送回造船廠解體報廢。報廢工作一直持續至2017年7月。
相關打撈作業的過程被國家地理頻道拍成紀錄片「透視內幕：歌詩達協和號觸礁驚魂」（INSIDE COSTA CONCORDIA: VOICES OF DISASTER）。